# 31. oktober
31. oktober je 304. dan leta (305. v prestopnih letih) v gregorijanskem koledarju. Ostaja še 61 dni.

## Dogodki
- 1517 – Martin Luther oznani svojih 95 tez
- 1864 – Nevada postane 36. zvezna država ZDA
- 1888 – John Boyd Dunlop patentira pnevmatiko
- 1908 – konec četrtih olimpijskih iger
- 1909 – Anton Bonaventura Jeglič objavi knjižico Ženinom in nevestam in s tem povzroči velik škandal
- 1916 – Prva svetovna vojna: začetek devete soške bitke (konec 4. novembra 1916)
- 1918 –
  - Narodni svet v Zagrebu imenuje vlado za Slovenijo, prvo slovensko vlado
  - avstrijsko poveljstvo preda Državi SHS vso vojno mornarico in utrdbe ob jadranski obali
- 1924 – na zboru hranilnic v Milanu sklenjeno, da bo 31. oktober svetovni dan varčevanja
- 1940 – Druga svetovna vojna: konec bitke za Britanijo, prvi Hitlerjev neuspeh
- 1941 – Druga svetovna vojna: potopitev ameriškega rušilca USS Reuben James; poveljnik podmornice U-552 Erich Topp v napadu na konvoj nevede torpedira ameriški rušilec, ki kljub nevtralnosti ZDA spremlja ladje na vojnem območju; to hudo kršitev vojnega prava je s svojim življenjem plačalo preko 100 ameriških mornarjev
- 1954 – Alžirska osamosvojitvena vojna: v Alžiriji se začne upor proti nadvladi Francije
- 1956 – Sueška kriza: Združeno kraljestvo in Francija začneta bombardiranje Egipta, da bi ga prisilila v odprtje Sueškega prekopa
- 2015 – v strmoglavljenju letala Kogalymavia let 9268 na polotoku Sinaj umre vseh 224 potnikov in članov posadke

## Rojstva
- 1291 – Philippe de Vitry, francoski skladatelj in pesnik († 1361)
- 1632 – Jan Vermeer van Delft, nizozemski slikar († 1675)
- 1793 – James Dunlop, škotsko-avstralski astronom († 1848)
- 1795 – John Keats, angleški pesnik († 1821)
- 1802 – Benoît Fourneyron, francoski izumitelj († 1867)
- 1828 – sir Joseph Wilson Swan, angleški fizik, kemik († 1914)
- 1835 – Adolf von Baeyer, nemški kemik, nobelovec 1905 († 1917)
- 1864 – Einar Benediktsson, islandski pesnik († 1940)
- 1883 – Marie Laurencin, francoska slikarka († 1956)
- 1887 – Čang Kaj-Šek, kitajski častnik, državnik († 1975)
- 1892 – Aleksander Aleksandrovič Aljehin, ruski šahist († 1946)
- 1895 – Basil Liddell Hart, britanski vojni zgodovinar († 1970)
- 1911 – Aleksander Iljič Ahiezer, ruski fizik († 2000)
- 1925 – John Anthony Pople, angleški kemik, nobelovec 1998 († 2004)
- 1929 – Bud Spencer, igralec, filmski ustvarjalec in profesionalni plavalec († 2016)
- 1934 – Princesa Margareta Švedska
- 1939 – Ron Rifkin, ameriški igralec
- 1941 – Derek Bell, britanski dirkač
- 1946 – Stephen Rea, irski igralec
- 1968 – Vanilla Ice, ameriški raper
- 1973 – Beverly Lynne, ameriška igralka

## Smrti
- 657 – Klodvik II., frankovski kralj Nevstrije in Burgundije (* 635)
- 1034 – Deokdžong, korejski kralj dinastije Gorejo (* 1016)
- 1147 – Robert Gloucesterski, angleški grof, vojskovodja (* 1100)
- 1214 – Leonora Angleška, kastiljska kraljica, soproga Alfonza VIII. (* 1162)
- 1339 – Francesco Dandolo, 52. beneški dož (* 1258)
- 1517 – fra Bartolommeo, italijanski slikar (* 1472)
- 1580 – Jerónimo de Zurita y Castro, španski zgodovinar (* 1512)
- 1661 – Köprülü Mehmed Paša,  veliki vezir Osmanskega cesarstva (* okoli 1575)
- 1793 – Pierre Victurnien Vergniaud, francoski revolucionar (* 1753)
- 1851 – Petar II. Petrović Njegoš, črnogorski vladika, pesnik (* 1813)
- 1867 – William Parsons Rosse, irski astronom (* 1800)
- 1883 – Svami Dajananda Sarasvati, indijski hindujski reformator (* 1824)
- 1925 – Mihail Vasiljevič Frunze, ruski častnik romunskega rodu (* 1885)
- 1926 – Harry Houdini, madžarsko-ameriški čarovnik judovskega rodu (* 1874)
- 1943 – Max Reinhardt, avstrijski gledališki režiser judovskega rodu (* 1873)
- 1962 – Louis Massignon, francoski rimokatoliški duhovnik, orientalist in raziskovalec islama (* 1883)
- 1974 – Ferry Souvan, slovenski besedilopisec (* 1919)
- 1984 – Indira Gandhi, indijska predsednica vlade (* 1917)
- 1986 – Pavle Žaucer, slovenski agronom in politični delavec (* 1914)
- 1993 –
  - Federico Fellini, italijanski filmski režiser (* 1920)
  - River Phoenix, ameriški filmski igralec (* 1970)
- 2003 – Richard Elliott Neustadt, ameriški politični zgodovinar (* 1919)
- 2020 – Sean Connery, škotski igralec (* 1930)

## Prazniki in obredi
- Dan reformacije (protestantstvo), praznuje se tudi v Sloveniji
- Noč čarovnic, poznan tudi kot Halloween, praznuje se v zahodnih državah in anglosaškem svetu
- Svetovni dan varčevanja